# Округа Сербии

Округа Сербии

Округа Сербии — статистические единицы в рамках административно-территориального деления Сербии. Согласно решению Правительства от 29 января 1992 года, округа являются местными центрами власти, где республиканские министерства выполняют свои непосредственные функции. Каждый округ возглавляется главой округа, который ответственен непосредственно перед правительством страны.
Территория Сербии поделена на 29 округов и Белград, который выделен в особую административную единицу. На территории автономного края Воеводина находится 7 округов, Косова и Метохии — 5 округов, а центральной части Сербии — 17 округов.
Контроль над Косовом сербскими властями был утерян в июне 1999 года, после войны НАТО против Югославии.  Согласно резолюции СБ ООН 1244 Косово находится под протекторатом ООН и властями Сербии не контролируется. Институты временного местного самоуправления, в которых албанцы составляют большинство, односторонне провозгласили независимость края 17 февраля 2008 года. Перепись населения на этой территории органами власти Сербии не проводилась.

## Легенда
Округа в списке разбиты на разделы: Шумадия и Западная Сербия, Южная и Восточная Сербия, Автономный край Воеводина и Автономный край Косово и Метохия, Белградский округ выделен в отдельный раздел. В рамках каждого из разделов округа расположены в алфавитном порядке. Ссылки на источники информации для каждой строки таблиц списка сгруппированы и располагаются в столбце Примечания.
- Округ — наименование округа на русском языке.
- Карта — схематичное расположение округа на карте Сербии.
- Административный центр — административный центр округа.
- Население — численность населения округа.
- Площадь —  площадь округа в км².
- Общины — перечень общин, входящих в состав округа.
- н/д — нет данных.

## Список округов

### Белградский округ
| Округ           | Карта | Административный центр | Население | Площадь, км² | Общины | Примечания |
| --------------- | ----- | ---------------------- | --------- | ------------ | --- | ---------- |
| Белград (округ) |       | Белград                | 1 659 440 | 3224         | Бараево, Вождовац, Врачар, Гроцка, Звездара, Земун, Лазаревац, Младеновац, Нови-Београд, Обреновац, Палилула, Раковица, Савски-Венац, Сопот, Стари-Град, Сурчин, Чукарица | [ 4 ]      |

### Шумадия и Западная Сербия
| Округ              | Карта | Административный центр | Население | Площадь, км² | Общины | Примечания         |
| ------------------ | ----- | ---------------------- | --------- | ------------ | --- | ------------------ |
| Златиборский округ |       | Ужице                  | 286 549   | 6148         | Байина-Башта, Косьерич, Ужице, Пожега, Чаетина, Ариле, Прибой, Нова-Варош, Приеполе, Сеница                     | [ 5 ] [ 4 ] [ 6 ]  |
| Колубарский округ  |       | Валево                 | 174 513   | 2474         | Валево, Осечина, Уб, Лайковац, Мионица, Лиг                                                                     | [ 7 ] [ 4 ] [ 6 ]  |
| Мачванский округ   |       | Шабац                  | 298 931   | 3268         | Шабац, Богатич, Лозница , Владимирци, Коцелева, Мали-Зворник, Крупань, Любовия                                  | [ 8 ] [ 4 ] [ 6 ]  |
| Моравичский округ  |       | Чачак                  | 212 603   | 3016         | Чачак, Горни-Милановац, Лучани, Иваница                                                                         | [ 9 ] [ 4 ] [ 6 ]  |
| Поморавский округ  |       | Ягодина                | 214 536   | 2614         | Ягодина, Чуприя, Парачин, Свилайнац, Деспотовац, Рековац                                                        | [ 10 ] [ 4 ] [ 6 ] |
| Расинский округ    |       | Крушевац               | 241 999   | 2668         | Варварин, Трстеник, Чичевац, Крушевац, Александровац, Брус                                                      | [ 4 ] [ 6 ]        |
| Рашский округ      |       | Кралево                | 309 258   | 3918         | Кралево, Врнячка-Баня, Рашка, Нови-Пазар, Тутин                                                                 | [ 11 ] [ 4 ] [ 6 ] |
| Шумадийский округ  |       | Крагуевац              | 293 308   | 2387         | Аранджеловац, Топола, Рача, Крагуевац (Аеродром, Пивара, Станово, Стари-Град, Страгари), Баточина, Книч, Лапово | [ 12 ] [ 4 ] [ 6 ] |

### Южная и Восточная Сербия
| Округ              | Карта | Административный центр | Население | Площадь, км² | Общины | Примечания         |
| ------------------ | ----- | ---------------------- | --------- | ------------ | --- | ------------------ |
| Борский округ      |       | Бор                    | 124 992   | 3507         | Бор, Кладово, Майданпек, Неготин                                                                              | [ 13 ] [ 4 ] [ 6 ] |
| Браничевский округ |       | Пожаревац              | 183 625   | 3865         | Велико-Градиште, Пожаревац, Голубац, Мало-Црниче, Жабари, Петровац-на-Млави, Кучево, Жагубица                 | [ 14 ] [ 4 ] [ 6 ] |
| Заечарский округ   |       | Зайечар                | 119 967   | 3623         | Болевац, Княжевац, Зайечар, Сокобаня                                                                          | [ 15 ] [ 4 ] [ 6 ] |
| Нишавский округ    |       | Ниш                    | 376 319   | 2729         | Алексинац, Сврлиг, Мерошина, Ражањ, Медиана, Нишка-Баня, Палилула, Пантелей, Црвени-Крст, Долевац, Гаджин-Хан | [ 4 ] [ 6 ]        |
| Пиротский округ    |       | Пирот                  | 92 479    | 2761         | Бела-Паланка, Пирот, Бабушница, Димитровград                                                                  | [ 16 ] [ 4 ] [ 6 ] |
| Подунайский округ  |       | Смедерево              | 199 395   | 1248         | Смедерево, Смедеревска-Паланка, Велика-Плана                                                                  | [ 17 ] [ 4 ] [ 6 ] |
| Пчиньский округ    |       | Вране                  | 159 081   | 3520         | Владичин-Хан, Сурдулица, Босилеград, Трговиште, Вране, Буяновац, Прешево                                      | [ 4 ] [ 6 ]        |
| Топличский округ   |       | Прокупле               | 91 754    | 2231         | Прокупле, Блаце, Куршумлия, Житораджя                                                                         | [ 18 ] [ 4 ] [ 6 ] |
| Ябланичский округ  |       | Лесковац               | 216 304   | 2769         | Лесковац, Бойник, Лебане, Медведжа, Власотинце, Црна-Трава                                                    | [ 19 ] [ 4 ] [ 6 ] |

### Автономный край Воеводина
| Округ                   | Карта | Административный центр | Население | Площадь, км² | Общины | Примечания         |
| ----------------------- | ----- | ---------------------- | --------- | ------------ | --- | ------------------ |
| Западно-Бачский округ   |       | Сомбор                 | 188 087   | 2419         | Апатин, Кула, Оджаци, Сомбор | [ 20 ] [ 4 ] [ 6 ] |
| Северно-Банатский округ |       | Кикинда                | 147 770   | 2328         | Ада, Канижа, Кикинда, Нови-Кнежевац, Сента, Чока                                                                                     | [ 4 ] [ 6 ]        |
| Северно-Бачский округ   |       | Суботица               | 186 906   | 1784         | Бачка-Топола, Мали-Иджош, Суботица                                                                                                   | [ 21 ] [ 4 ] [ 6 ] |
| Средне-Банатский округ  |       | Зренянин               | 187 667   | 3256         | Житиште, Зренянин, Нова-Црня, Нови-Бечей, Сечань                                                                                     | [ 4 ] [ 6 ]        |
| Сремский округ          |       | Сремска-Митровица      | 312 278   | 3485         | Шид, Стара-Пазова, Сремска-Митровица, Рума, Печинци, Ириг, Инджия                                                                    | [ 22 ] [ 4 ] [ 6 ] |
| Южно-Банатский округ    |       | Панчево                | 293 730   | 4245         | Алибунар, Бела-Црква, Вршац, Ковачица, Ковин, Опово, Панчево, Пландиште                                                              | [ 23 ] [ 4 ] [ 6 ] |
| Южно-Бачский округ      |       | Нови-Сад               | 615 371   | 4015         | Бач, Бачка-Паланка, Бачки-Петровац, Беочин, Бечей, Врбас, Жабаль, Нови-Сад, Петроварадин, Србобран, Сремски-Карловци, Темерин, Тител | [ 24 ] [ 4 ] [ 6 ] |

### Автономный край Косово и Метохия
| Округ                      | Карта | Административный центр | Население | Площадь, км² | Общины                                                                                      | Примечания   |
| -------------------------- | ----- | ---------------------- | --------- | ------------ | ------------------------------------------------------------------------------------------- | ------------ |
| Косовский округ            |       | Приштина               | н/д       | 3095         | Подуево, Обилич, Приштина, Косово-Поле, Глоговац, Штимле, Штрпце, Урошевац, Качаник, Липлян | [ 6 ]        |
| Косовско-Митровицкий округ |       | Косовска-Митровица     | н/д       | 2054         | Зубин-Поток, Лепосавич, Звечан, Косовска-Митровица, Србица, Вучитрн                         | [ 6 ] [ 25 ] |
| Косовско-Поморавский округ |       | Гнилане                | н/д       | 1388         | Косовска-Каменица, Ново-Брдо, Гнилане, Витина                                               | [ 6 ]        |
| Печский округ              |       | Печ                    | н/д       | 2460         | Исток, Печ, Клина, Дечани, Джяковица                                                        | [ 6 ]        |
| Призренский округ          |       | Призрен                | н/д       | 1902         | Сува-Река, Ораховац, Призрен, Гора                                                          | [ 6 ]        |